# Fregaty rakietowe typu Brooke
Fregaty rakietowe typu Brooke – seria amerykańskich fregaty rakietowe, które zaczęły wchodzić do służby w 1966. Zbudowano 6 okrętów tego typu. Ostatnią jednostkę wycofano ze służby w US Navy w 1989.

## Historia
Projekt fregat rakietowych typu Brooke powstał na początku lat 60. XX wieku. Pod względem konstrukcyjnym nowe okręty były zbliżone do fregat typu Garcia, a główną różnicą była instalacja systemu przeciwlotniczego wyposażonego w pociski RIM-24 Tartar.
Zamówienie na pierwszy okręt serii USS "Brooke" zostało złożone w stoczni Lockheed Shipbuilding and Construction Company 4 stycznia 1962. Stępkę pod budowę okrętu położono 19 grudnia 1962. Wodowanie nastąpiło 19 lipca 1963, wejście do służby 12 marca 1966.

## Okręty
- USS Brooke (FFG-1) – rozpoczęcie budowy 19 grudnia 1962, wodowanie 19 lipca 1963, wejście do służby 12 marca 1966
- USS Ramsey (FFG-2) – rozpoczęcie budowy 4 lutego 1963, wodowanie 15 października 1963, wejście do służby 3 czerwca 1967
- USS Schofield (FFG-3) – rozpoczęcie budowy 15 kwietnia 1963, wodowanie 7 grudnia 1963, wejście do służby 11 maja 1968
- USS Talbot (FFG-4) – rozpoczęcie budowy 4 maja 1964, wodowanie 6 stycznia 1966, wejście do służby 22 kwietnia 1967
- USS Richard L. Page (FFG-5) – rozpoczęcie budowy 4 stycznia 1965, wodowanie 4 kwietnia 1966, wejście do służby 5 sierpnia 1967
- USS Julius A. Furer (FFG-6) – rozpoczęcie budowy 12 lipca 1965, wodowanie 22 lipca 1966, wejście do służby 11 listopada 1967